# Guido I. (St. Pol)
Guido von Châtillon (* nach 1196; † August 1226 vor Avignon) war ab 1219 als Guido I. Graf von Saint-Pol und Auxerre, außerdem Herr von Montjay (Montjay-la-Tour, ein Weiler in Villevaudé, Département Seine-et-Marne), Broigny und Crécy und durch Ehe Herr von Donzy und Saint-Aignan. Er war der älteste Sohn des Walter III. von Châtillon († 1219) und der Elisabeth von Saint-Pol († 1240).
Beim Tod seines Vaters erbte er 1219 dessen Herrschaften Montjay und Broigny. Ebenso übernahm er die Grafschaft von Saint-Pol von seiner Mutter.
Er heiratete 1221 Agnes de Donzy († 1225), Gräfin von Nevers. Diese war die Tochter und Alleinerbin ihrer Eltern Hervé IV. de Donzy († 1223) (Haus Semur) und Mathilde von Courtenay († 1257). Sie brachte die Herrschaften ihres Vaters, Donzy und Saint-Aignan mit in die Ehe. Außerdem hatte sie Erbansprüche auf die Ländereien ihrer Mutter, nämlich die Grafschaften Tonnerre, Auxerre und Nevers und die Herrschaften Montmirail, Perche-Gouët und Cosne.
Mit Agnes hatte Guido zwei Kinder:
- Gaucher de Châtillon (* um 1221; † 6. April 1250), Herr von Montjay, Broigny, Donzy, Saint-Aignan; ⚭ 1236 Johanna († Januar 1252), Tochter von Philipp Hurepel
- Jolanthe de Châtillon (* um 1222; † 1254); ⚭ 1228 Archambault IX. von Bourbon († 1249).

Guido nahm 1226 im Kreuzzug König Ludwigs VIII. von Frankreich gegen die Albigenser teil. Dabei starb er im August bei der Belagerung von Avignon. Da sein Sohn Gaucher zu diesem Zeitpunkt noch minderjährig war, gelang es Guidos Bruder Hugo I. von Châtillon und Bar, die Nachfolge als Graf von Saint-Pol anzutreten und Gaucher musste sich mit den Herrschaften Montjay, Broigny, Donzy und Saint-Aignan, sowie der Aussicht auf die Grafschaften Tonnerre, Auxerre und Nevers begnügen. Auch Gaucher konnte das Erbe in den drei Grafschaften aber nicht antreten, da seine Großmutter Mathilde auch ihn überlebte. Nach Gauchers Tod 1250 gingen die Erbansprüche auf Guidos Tochter Jolanthe über, die ebenfalls vor ihrer Großmutter 1254 starb. Immerhin hatte sie eine Tochter, die schließlich 1257 die drei Grafschaften erbte.